# Feel the Knife
Feel the Knife – pierwszy minialbum speed metalowego zespołu Exciter wydany w grudniu 1985 roku przez wytwórnię Music for Nations.
Utwory 2 i 3 zostały zarejestrowane podczas koncertu w Ottawie w czerwcu 1984 roku.

## Lista utworów
1. „Feel the Knife” – 2:56
2. „Violence and Force (live)” – 4:28
3. „Pounding Metal (live)” – 6:13

## Twórcy
| Exciter w składzie - Dan Beehler – perkusja, wokal - John Ricci – gitara - Allan Johnson – gitara basowa | Personel - Guy Bidmead – producent, inżynier dźwięku - Laura Bouisseau – inżynier dźwięku (asystent) |